# Simba, der Löwenkönig
Simba, der Löwenkönig ist eine italienische Zeichentrickfilmserie, die von einem jungen Löwen handelt, dessen Vater durch eine Intrige des gemeinen Tigers Shir Khan von einem Menschen erschossen wurde. Zahlreiche Figuren – nicht jedoch Simba – sind dem Dschungelbuch entnommen. 

## Inhalt
Simba wird nach dem Tod seines Vaters zusammen mit seinen zwei Schwestern von einem Wolfsrudel aufgenommen, das sich schon um Mowgli kümmerte. Zusammen mit seinem besten Freund, einem Rehkitz namens Bambi, dem Bären Balu und der Riesenschlange Kaa lernen die beiden die Gesetze des Dschungels kennen und erleben dabei viele Abenteuer auf dem Weg ins Erwachsenenleben. In der Serie werden die vielfältigen Schauspiele der Natur gezeigt, wie zum Beispiel die Metamorphose der Schmetterlinge, die Jagd der Wölfe, Sandstürme und anderes mehr. Daneben werden Kindern auch die Gefahren der Natur aufgezeigt. Es wird darauf hingewiesen, dass Erblindung die Folge sein kann, wenn man seine Augen zu lange dem direkten Sonnenlicht aussetzt, oder dass man bei unbekannten Pflanzen vorsichtig sein muss, da Vergiftungen drohen können.
Im Laufe der Serie kommt es immer häufiger zu Spannungen zwischen den beiden Gruppen um den Löwen Simba und den Tiger Shir Khan, die schließlich in einer großen Schlacht enden, die Simba und seine Getreuen für sich entscheiden können. Das Ende der Serie ist noch offen.
Die Serie spielt im Nordwesten Indiens in der Gegend des Gir-Nationalparks. Im Laufe der einzelnen Folgen wanderten Simba und seine Freunde westwärts durch die Wüsten von Arabien und die Wüste Sahara bis in die afrikanische Savanne zum Kilimandscharo.

## Besonderheiten
In einer Folge der Serie erlegen einige Triceratops’ einen Sauropoden. Beim Aussehen mancher Figuren, wie zum Beispiel des Sauriers Blitzi, wurde der Fantasie freier Lauf gelassen. Blitzi hat ein Schwanzende mit Pfeilspitze, lange Hände mit drei Fingern und kann sogar Feuer speien.

## Produktion
Orlando Corradi schrieb das Drehbuch und führte auch Regie. Die Zeichnungen der Figuren und Hintergründe stammen von Loris Peota und Clelia Castaldo. Die Musik zur Serie komponierte John Sposito.

## Ausstrahlung
Die Serie lief bisher in 15 europäischen Ländern im Free-TV, Pay-TV und IP-TV von 1995 bis 2012 in 8 verschiedenen Sprachen.